# Jewgeni Dmitrijewitsch Mischakow
Jewgeni Dmitrijewitsch Mischakow (russisch Евгений Дмитриевич Мишаков; * 2. Februar 1941 in Nikitkino, Russische SFSR; † 30. Mai 2007 ebenda) war ein sowjetisch-russischer Eishockeyspieler.

## Karriere
Jewgeni Mischakow wurde im Oblast Moskau im Örtchen Nikitkino geboren und zog mit seiner Faumilie im Alter von sieben Jahren nach Moskau, wo sein Vater als U-Bahn-Tunnel-Bauer arbeitete. Er begann seine Karriere beim HK Lokomotive Moskau, für dessen Fußballmannschaft er ebenfalls im Einsatz war. Für Lokomotive debütierte er 1959 in der Klass A, der höchsten sowjetischen Spielklasse. Im Alter von 20 Jahren wurde er zum Militärdienst einberufen und spielte für den Armeesportklub SKA MWO Kalinin. Bei einem Spiel gegen den HK ZSKA Moskau wurde dessen Trainer Anatoli Tarassow auf Mischakow aufmerksam und holte ihn 1963 zum ZSKA. Mit dem ZSKA gewann er achtnmal die sowjetische Meisterschaft und erzielte 183 Tore in 400 Spielen in der höchsten sowjetischen Liga. Mischakow wurde als Anatoli Tarassows Lieblingsspieler bezeichnet. In schwierigen Momenten des Spiels wurde er auf das Eis geschickt, wobei Tarassow sein Durchsetzungsvermögen, seinen Charakter und seine Zähigkeit schätzte.
Am 26. Februar 1965 stand er in einem Spiel gegen Kanada zum ersten Mal für die sowjetische Nationalmannschaft auf dem Eis. Seine internationale Karriere wurde mit den Goldmedaillen bei den Olympischen Winterspielen 1968 und 1972 gekrönt. Bei den Eishockey-Weltmeisterschaften wurde er drei Mal mit seiner Mannschaft Weltmeister (1969 bis 1971). Am 28. September 1972, während der Summit Series 1972, bestritt er sein letztes Länderspiel. Für die Nationalmannschaft erzielte er 48 Tore in 71 Länderspielen.
1968 wurde er als Verdienter Meister des Sports der UdSSR ausgezeichnet und erhielt zweimal (1969 und 1972) die Medaille „Für heldenmütige Arbeit“.
Ab 1970 war er Mitglied der KPdSU. 1976 machte er seine Trainerschein an der Moskauer Sporthochschule MOGIFK. Anschließend arbeitete Mischakow als Trainer beim SKA Swerdlowsk und SKA MWO Lipezk/Moskau. Von 1984 bis 1991 war er Trainer und Lehrer an der Moskwitsch-Sportschule des Sportvereins von AZLK, später Trainer der Mannschaft des Kernkraftwerk Kola (1999) und im Jahr 2000 Vizepräsident der HK Sibir Nowosibirsk. In den Jahren 1994 bis 1998 war er Spielerberater für junge russische Eishockeyspieler. Zwischen 2002 und 2004 trainierte er die Vereine Altai Seweromorsk und Russschina-Karelija und arbeitete mit Awangard Kondopoga zusammen. In der Saison 2006/07 war er sportlicher Berater des HK MWD.
In den letzten Jahren seines Lebens war er schwer krank, konnte sich nur auf Krücken fortbewegen und verstarb am 30. Mai 2007 an den Folgen eines Lungenödems. Er wurde auf dem Friedhof Trojekurowo in Moskau begraben.

## Erfolge und Auszeichnungen
- 1968 Verdienter Meister des Sports der UdSSR
- 1969 Medaille „Für heldenmütige Arbeit“
- 1972 Medaille „Für heldenmütige Arbeit“

### Klub-Wettbewerbe
| - 1964 Sowjetischer Meister mit dem ZSKA Moskau - 1965 Sowjetischer Meister mit dem ZSKA Moskau - 1966 Sowjetischer Meister mit dem ZSKA Moskau - 1968 Sowjetischer Meister mit dem ZSKA Moskau - 1969 Europapokal-Gewinn mit dem ZSKA Moskau - 1970 Sowjetischer Meister mit dem ZSKA Moskau - 1970 Europapokal-Gewinn mit dem ZSKA Moskau | - 1971 Sowjetischer Meister mit dem ZSKA Moskau - 1971 Europapokal-Gewinn mit dem ZSKA Moskau - 1972 Sowjetischer Meister mit dem ZSKA Moskau - 1972 Europapokal-Gewinn mit dem ZSKA Moskau - 1973 Sowjetischer Meister mit dem ZSKA Moskau - 1973 Europapokal-Gewinn mit dem ZSKA Moskau |

### International
| - 1968 Goldmedaille bei den Olympischen Winterspielen - 1968 Goldmedaille bei der Weltmeisterschaft - 1969 Goldmedaille bei der Weltmeisterschaft - 1970 Goldmedaille bei der Weltmeisterschaft - 1971 Goldmedaille bei der Weltmeisterschaft - 1972 Goldmedaille bei den Olympischen Winterspielen - 1972 Silbermedaille bei der Weltmeisterschaft |

## Karrierestatistik
(Legende zur Spielerstatistik: Sp oder GP = absolvierte Spiele; T oder G = erzielte Tore; V oder A = erzielte Assists; Pkt oder Pts = erzielte Scorerpunkte; SM oder PIM = erhaltene Strafminuten; +/− = Plus/Minus-Bilanz; PP = erzielte Überzahltore; SH = erzielte Unterzahltore; GW = erzielte Siegtore; 1 Play-downs/Relegation; Kursiv: Statistik nicht vollständig)